# Zhao Bingjun

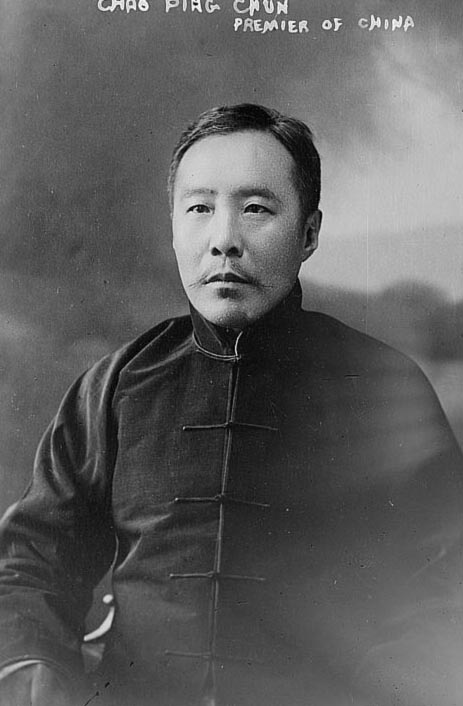
Zhao Bingjun, um 1910

Zhao Bingjun (chinesisch 赵秉钧, Pinyin Zhào Bǐngjūn; * 1859 oder 1864 in Linru, Kaiserreich China; † 27. Februar 1914 in Tianjin, Republik China) war ein chinesischer Politiker, der unter anderem von 1912 bis 1913 als Premier Regierungschef der Beiyang-Regierung der Republik China war.

## Leben
Zhao war als Beamter in der Verwaltung der Qing-Dynastie tätig und diente zuletzt als stellvertretender Sekretär für öffentliche Sicherheit.
Nach der Xinhai-Revolution und dem Sturz der Monarchie sowie der Ausrufung der Republik China am 1. Januar 1912 wurde Zhao am 30. März 1912 zum ersten Innenminister der Republik im Kabinett von Premierminister Tang Shaoyi ernannt, wobei zwischen dem 2. Mai und dem 16. Juli 1913 Yan Dunyuan das Ministeramt kommissarisch bekleidete.
Als Nachfolger von Lu Zhengxiang wurde er schließlich am 25. September 1912 als Premier selbst Regierungschef der Beiyang-Regierung und behielt diese Funktion bis zu seinem Rücktritt am 1. Mai 1913 sowie seiner darauf folgenden Ablösung durch Duan Qirui. Grund seines Rücktritts war die Verwicklung der Beiyang-Regierung an dem Attentat auf den „Vater der Verfassung“ Song Jiaoren am 22. März 1913.
Im Anschluss übernahm Zhao das Amt des Gouverneurs der Provinz Zhili und übte dieses bis zu seinem plötzlichen Tod am 27. Februar 1914 aus. Es kam im Anschluss zu Vermutungen, dass er auf Veranlassung von Präsident Yuan Shikai vergiftet wurde, um zu verhindern, dass er Einzelheiten von dem Attentat auf Song Jiaoren preisgibt.